# Сярци
Сярци е село в Южна България.
То се намира в община Момчилград, област Кърджали.